# 미워도 좋아
《미워도 좋아》는 2007년 10월 1일부터 이듬해 3월 1일까지 방영되었던 SBS 아침연속극이었다.

## 등장 인물
- 김윤경(양동희)
- 유태웅(황준혁)
- 최필립(윤현수)
- 이서연(강윤진)
- 민지영(허영선)
- 김동현(강대수)
- 윤미라(강순임)
- 연운경(오 여사)
- 이준(양동우)
- 최은주(순옥)
- 김동현(수철)
- 이혜미(백재희)
- 이혜은(끝순)
- 이수민, 김정국
- 강수한(양찬)
- 박하영(소망)
- 한동환(정팀장)
- 정태원